# Clermont-d'Excideuil
Clermont-d'Excideuil è un comune francese di 265 abitanti situato nel dipartimento della Dordogna nella regione della Nuova Aquitania.

## Società

### Evoluzione demografica
Abitanti censiti